# I. Idrísz idríszida imám
I. Idrísz vagy Idrísz ibn Abdalláh (arabul: إدريس بن عبدالله Idrīs ibn ‘Abdallāh; 745 – 791) a marokkói Idríszida dinasztia alapítója.

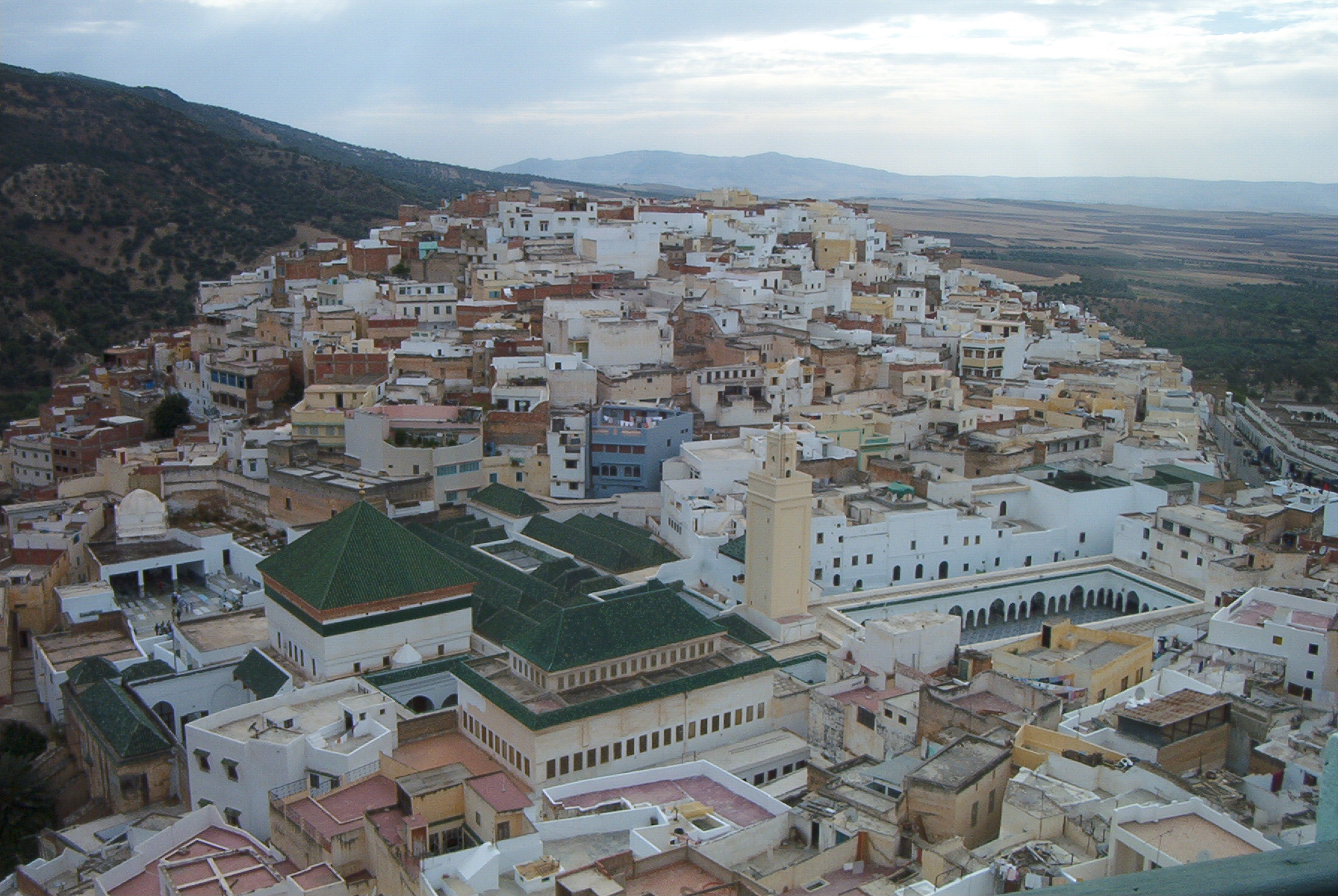
Idrísz sírja Moulay Idrissben (a zöld tetejű épület a bal alsó sarokban).

## Élete
Idrísz Ali ibn Abi Tálib, az első imám, Mohamed próféta vejének volt az ükunokája, így a próféta egyenesági leszármazottja. 786-ban részt vett az unokaöccse, al-Huszajn ibn Ali ibn al-Haszan hidzsázi felkelésében, és a fahhi csata után Egyiptomon keresztül nyugatra menekült.
788-ban érkezett a mai Marokkó területére, a korábbi római városba, Volubilisbe (akkori nevén Valili) ahol a berberek auraba törzsének vezetője, Isak ibn Mohammed menedéket biztosított a számára és később feleségül adta hozzá a lányát és imámmá kiáltotta ki. A berberek segítségével Idrísz elkezdte a környező, muzulmán, keresztény vagy pogány települések meghódítását. Idrísz a következő évben (i. sz. 789.) megalapította Fez városát.

## Halála
Tlemcen városának meghódítása után az Abbászida uralkodó, Hárún ar-Rasíd figyelme a veszélyesen megerősödött valamikori lázadóra irányult és 791-ben egy orgyilkossal megmérgeztette. Idrísznek halálakor nem volt fiú utódja, de a berber törzsfő lánya két hónappal később fiút szült neki, aki az imám hűséges felszabadított rabszolgája, Rasíd támogatásával örökölte apja címét.
Idrísz ibn Abdalláh az általa alapított Moulay Idriss városban van eltemetve. 

## Fordítás
Ez a szócikk részben vagy egészben  az   Idris I of Morocco című angol Wikipédia-szócikk ezen változatának fordításán alapul.  Az eredeti cikk szerkesztőit annak laptörténete sorolja fel. Ez a jelzés csupán a megfogalmazás eredetét és a szerzői jogokat jelzi, nem szolgál a cikkben szereplő információk forrásmegjelöléseként.
1. ↑  Dictionary of African Biography (angol nyelven). Oxford University Press, 2012